# Що з Енді?
Що з Е́нді? (англ. What’s with Andy?) — канадський мультиплікаційний серіал, створений студією CinéGroupe (другий сезон створений за участі SIP Animation), що розповідає про канадського школяра Енді Ларкіна (Andy Larkin), який постійно влаштовує незвичайні витівки в своєму рідному містечку Іст-Ґеклі (East-Gackle).

## Список серій
Усього було відзнято 78 серій: 3 сезони (2001—2002, 2003—2004, 2006—2007) по 26 серій.

## Сюжет
Енді Ларкін влаштовує хуліганські витівки в Іст-Ґеклі. Діапазон «жертв» витівок «геніального жартівника», як Енді сам себе називає, досить широкий: від простого бомжа, до самого мера міста. Його друг Дені Пікет постійно допомагає йому. Енді подобається однокласниця Лорі Макні, яка теж йому симпатизує, але негативно відноситься до його витівок. Також Енді з другом мають Антагоністів — Лік та Ліч, двоє друзів зі слабкою інтелектуальною активність, але зі значною фізичною силою. Часто жертвами витівок Енді стають його сестра Джен та батьки Ел і Фріда.

## Дійові особи
- Енді Ларкін (Andy Larkin) Школяр, який обожнює розігрувати інших жителів Іст-Гекла. Дотепний, винахідливий, хитрий. Несерйозно відноситься до навчання, але заради розіграшів розбирається з різноманітними приладами, вивчає психологію, деякі його витівки вимагають знання законів фізики та геометрії. Енді вважає себе найкращим жартівником в світі, тому іноді переоцінює свої сили: продумує ідеальні в теорії плани, але непередбачені випадковості нерідко плутають йому всі карти. Тому часто буває покараний, до чого відноситься спокійно. Закоханий в однокласницю Лорі Макні. Відрізняється своєрідною любов'ю до батьків і сестри, що не заважає йому їх розігрувати. Його найкращим другом та напарником є Денні Пікет. В 1 сезоні Енді було 13 років, а в 2 та 3 сезоні — 14 років. В серії «Воно з'явилось із Іст-Геклу» ми дізнаємося, що Енді носить кросівки Sprinter X20, 7 розміру. Високий, худий шатен.
- Лорі Макні (Lori Mackney) Однокласниця Енді, брюнетка, працює шкільною репортеркою. Мріє стати професійною журналісткою. Небайдужа до Енді, але вважає його витівки вкрай неетичними та категорично проти них (не зважаючи на те, що народилася 1 квітня, в серії «Анонімний астролог» сказано, що вона — Скорпіон). Носить зелений топ, синю спідницю та шльопанці. В серії «Школа танців» сказано, що її зріст 130 см. Їй також симпатизує Джервіс Колтрейн, але вона його тихо зневажає.
- Дженніфер «Джен» Ларкін (Jennifer «Jen» Larkin) Старша сестра Енді. Постійний об'єкт насмішок та витівок брата, до яких ставиться різко негативно і робить спроби помститися. Джен — капітанка шкільної групи підтримки та президентка шкільної ради, закохана в Крейга Беннета. Часто доносить батькам чи директору на неприйнятну поведінку Енді, користуючись своєю обізнаністю. Худа, рудоволоса. Ненавидить Енді та жалкує про те, що народилася в одній родині з ним. Однак в одному епізоді вона рятує його від помсти і називає «Безмозким молодшим братом», як би визнаючи його як частину її життя.
- Денні Пікет (Danny Picket) Найкращий друг Енді, помічник в організації витівок. Невеликого зросту, темношкірий, носить окуляри та помаранчеву футболку. Має скутер. Іноді не розуміє хитрощів Енді. Вголос захоплюється талантом Енді, чим лестить Енді. Заздрить винахідливості друга, коли витівки вдаються на славу, але в цей же час боягузливий і не зміг би взяти на себе відповідальність при провалі.
- Террі (Teri) Найкраща подруга Джен. Носить блакитну футболку ті білу коротку спідницю, також входить до групи підтримки школи Іст-Геклу, є прихильницею Крейга. Вона була головною героїнею серії «Жахлива Террі». Цей епізод пародіює фільм за романом Стівена Кінга «Керрі».
- Фріда Ларкін (Frieda Larkin) Матір Енді та Джен. Негативно ставиться до витівок сина. Любить займатися садівництвом. Цікавиться буддистською культурою. Любить Енді та Джен і прагне до миру між ними. Домогосподарка.
- Ел Ларкін (Alfred «Al» Larkin) Батько Енді та Джен. Працює на паперовій фабриці. Сивий. Колись у дитинстві теж влаштовував витівки (але ніхто не знав, що це він), поки шкільний психолог місс Мерфі не змінила його поведінку шляхом гіпнозу. На момент серіалу Ел різко негативно відноситься до поведінки Енді, періодично караючи його «домашнім арештом». Підлизується до шефа на роботі, таємно ненавидячи його.
- Норман Ларкін (Norman Larkin) Батько Ела Ларкіна, дідусь Енді (який його дуже любить) та Джен, живе у Флориді. Його діяльність схожа на діяльність онука. В одній з серій виявляється, що саме він навчив Енді витівкам.
- кузен Елвуд Родич сімейства Ларкін. Живе на фермі. Погроза бути відправленим на ферму кузена Елвуда наводить на Енді жах.
- Пітер Лік та Ендрю Ліч (Peter Lik, Andrew Leech) Типові хулігани. Є комічними персонажами. Дурні й агресивні. Є основними об'єктами розіграшів Енді, відповідна реакція найчастіше являє собою фізичну розправу. Лік схожий на панка і скінхеда, у нього синє волосся і голена потилиця, носить армійські черевики і шорти. Ліч — досить вгодований підліток. Недорікуватий. Носить бейсболку козирком назад. Колекціонує бейсболки. По поведінці нагадують Бівіса і Баттхеда — персонажів однойменного мультсеріалу.
- Крейг Беннет (Craig Bennett) Капітан шкільної футбольної команди і головний атлет Іст-Ґекла. Відмінними рисами Крейга є яскраво виражене самолюбство і нарцисизм при нерозвинених інтелектуальних здібностях. Об'єкт нерозділеного кохання Джен.
- Джервіс Колтрейн (Jervis Coltrane) Однокласник Енді. Є одним з заклятих ворогів Енді, так як теж закоханий в Лорі. Є головою французького клубу, що постійно підкреслює. Зануда, підлабузник, ябеда та кар'єрист. Повненький коротун, але в той же час досягає успіху в спортивній гімнастиці. Батько Джарвіса — власник магазину електроніки.
- Мартін Бонвік (Martin Bonwick) Однокласник Енді. Відмінник, є типовим «ботаніком». Довірливий, наївний, слабкий, забитий тихоня. Часом схильний до філософії. Також є головним об'єктом знущань Ліка і Ліча, а також жалості з боку Лорі. Страждає на клаустрофобію. Фанат футболу. Іноді танцює уві сні. Починаючи з серії «Світло…Камера…Упс!» знає іспанську мову. Батько Мартіна — начальник цеху фабрики туалетного паперу.
- Віктор «Муш» Машкевич (Victor «Mush» Muskowitz) Чорношкірий растаман, рознощик піци в Іст-Геклі, найкращий друг Енді і Дені, іноді допомагає їм з їх витівками. Апатичний. Носить муш (пушок під нижньою губою, швидше за все тому його так і назвали), дреди та сонцезахисні окуляри, які не знімає навіть в темних приміщеннях, хоча в серії «Пастка по-американськи» під час спілкування з Мартіном все ж на мить знімає свої окуляри. Любитель великій швидкості. Номер його машини — ZA-1.
- Стів Роугі молодший (Steve Rowgee Jr.) Починаючий офіцер поліції. Набагато менш компетентний, ніж його батько Стів Роугі старший. Дурнуватий.
- Стів Роугі старший (Steve Rowgee Sr.) Констебль Іст-Ґекла. Давно на пенсії, але до цих пір допомагає синові.
- директор ДеРоса (Principal DeRosa) Директор школи, де навчаються Енді і Дені. Ненажера. Відрізняється великим зростом, а також ненавистю до Енді і його діяльності, однак якщо Енді і його жарт стають популярними, намагається привласнити їх собі. Вік: приблизно 50 років.
- місіс ДеРоса (mrs. DeRosa) Дружина директора школи. Обожнює жаб'ячі лапки в кетчупі.
- містер Хатчінс (Mr. Hutchins) Один з вчителів школи Іст-Ґекла. Лисий тугодум. Вірить в інопланетян і сподівається, що вони прилетять і заберуть його з собою. Один з основних жертв витівок Енді.
- місс Вулмер Вчитель історії в школі Іст-Ґекла. Керує ще й шкільним хором. Неодружена. Відрізняється грубими рисами обличчя.
- місіс Віблз (mrs. Wibbles) Секретарка директора школи. Літня жінка в рожевій сукні.
- містер Клондер Педагог додаткової освіти в школі Іст-Ґекла. Веде театральний гурток. У минулому був офіцером ВМС, тому залишився вірний військовій дисципліні.
- мер Генрі Рот (mayor Henry K. Roth) Мер Іст-Ґекла. Намагається піклуватися про своє місто. Ворогує з мером Вест-Ґеклу. Носить вуса.
- мер Сіммс (mayor Simms) Мер Вест-Ґекла. Ворог мера Рота.
- Спенк (Spank) Товстий і ледачий собака родини Ларкін, який має захворювання кишечника.

## Виробництво
Мультсеріал заснований на серії дитячих книг «Just!» (які були проілюстровані Террі Дентоном) австралійського письменника Енді Ґріффітса (Andrew «Andy» Griffiths) ,однак більшість епізодів вигадали автори серіалу, і лише деякі оповідання були екранізовані. Різницею між книгами і телесеріалом є прізвище Енді, яке спочатку було прізвищем творця, а також інші зміни імені, наприклад ім'я Лорі в книгах- Ліза. Серія книг заснована на ранньому житті Енді Ґріффітса.
Спочатку це був інтерактивний флеш-фільм із зовсім іншими акторами озвучування та рекламою для Fox Kids.Телевізійна адаптація була оголошена 23 березня 2001 року для трансляції на Teletoon і Fox Family пізніше того року.
Основне виробництво серіалу перемістилось до Канади у 2 сезоні, який був вироблений спільно з французькою студією SIP Animation (яка відокремилася від Saban Entertainment) і спільно з німецьким каналом Super RTL. Довелося замінити весь голосовий склад, за винятком Енді Ларкіна (Ієна Джеймса Корлета) оскільки він сам був канадцем. Оскільки компанія на той час була придбана компанією Disney, розповсюдженням цього сезону займалася дочірня компанія «Buena Vista International Television».

## Іст-Ґекл
Символом Іст-Ґекла є гігантський гном містер Іст-Ґекл — дерев'яна людиноподібна статуя. Місто дуже зелене, акуратне, охайне, добре організоване. Крім того, люди тут щиро і позитивно ставляться до інших. Мер міста — Генрі Рот. Іст-Ґекл входить в десятку найкращих міст Канади як ми бачимо в серії «Фіаско з туалетним папером». Основний експорт міста — туалетний папір, що виробляється на місцевій фабриці. По місту проходить річка. Найближче до Іст-Ґекла місто — Мускуф, згадане в епізодах «Життя, це лотерея, друже» та «Містер Іст-Ґекл подорожує». Їх міський символ — лось. На заході — Вест-Ґекл. Він згадується в епізодах «М'яч!», «Вбивство оленя». Мер Сіммс — мер Вест-екла. Їх символом міста є олень. На півдні Саус-Ґекл. Він згадується в епізоді «У гнома канікули». Символом їхнього міста є гігантський скорпіон.

## Згадані реальні географічні об'єкти
У серіалі згадуються міста та країни що існують у реальності:
- Велика Британія
- Флорида, США
- Монреаль, Квебек, Канада
- Нью-Йорк, штат Нью-Йорк, США
- Вайтгорс, Юкон, Канада
- Узбекистан
- Калгарі, Альберта, Канада
- Торонто, Онтаріо, Канада
- Франція
- Реджайна, Саскачеван, Канада
- Брюссель, Бельгія
- Саскатун, Саскачеван, Канада
- Болівія
- Латвія
- Галіфакс, Нова Шотландія, Канада
- Черчилл, Манітоба, Канада

## Трансляції
Що з Енді? показували на багатьох телеканалах світу. На даний момент не транслюється жодним каналом світу.
| Країни            | Канали                                        |
| ----------------- | --------------------------------------------- |
| Аргентина         | Fox Kids, Jetix                               |
| Бразилія          | Fox Kids, Jetix                               |
| Саудівська Аравія | Fox Kids, Jetix, Disney XD, MBC 3             |
| Ізраїль           | Channel 2, Fox Kids, Jetix                    |
| США               | ABC Family (тільки перший сезон), Toon Disney |
| Канада            | Teletoon, Télétoon                            |
| Ірландія          | RTÉ Two, CITV, Fox Kids, Jetix                |
| Нідерланди        | Jetix, Disney XD                              |
| Німеччина         | Fox Kids, Jetix, Super RTL                    |
| Франція           | Fox Kids, TF1                                 |
| Італія            | Fox Kids, Jetix, K2                           |
| Чехія             | Fox Kids, Jetix                               |
| Угорщина          | Fox Kids, Jetix                               |
| Польща            | Fox Kids, Jetix, Disney XD                    |
| Росія             | Fox Kids, Jetix, РЕН ТВ, ТВ-3                 |
| Україна           | Новий канал, Fox Kids, Jetix                  |
| Сінгапур          | Channel 5                                     |
| Туреччина         | Fox Kids, Jetix, Disney XD                    |
| Румунія           | Fox Kids, Jetix                               |
| Болгарія          | Super 7, Fox Kids, Jetix                      |

## Цікаві факти
- «Що з Енді?» Містить ознаки автентичності, тобто персонажів, які дійсно існують. Денні Пікет — найкращий друг Енді Гріффітса з дитинства. Spank — собака автора книг, яку насправді звали Sooty.
- У книгах Енді Гріффітса ім'я Лорі Макні — Ліза.
- Місце дії першого сезону «Що з Енді?» було в США. Другий та третій сезони мали місце в штаті Альберта, Канада.
- Ділянка в серії «Доглядальниця Джен» була присвячений Жаклін Лінецкі, яка озвучувала персонажа Лорі Макні. Вона загинула в автомобільній катастрофі 8 вересня 2003 у віці 17 років.
- У серії « Прикол, якого не було» в сцені на фабриці туалетного паперу на шафках працівників були підписані назви трьох виробників з цієї серії.
- Розіграш, коли Енді запустив свиней з номерами в школу, спеціально зробивши пропуск для того, щоб всі інші думали так, ніби одна свиня все ще в школі, узятий з реального життя. У місті Сан-Пауло діти російських емігрантів запустили в школу свиней з номерами 1, 2 та 4, після чого поліція тиждень шукала третю свиню.
- Пауза — у більшості серій існує міні-пауза, в якій нічого не рухається, все чорне і біле, рухається тільки Енді, і тільки він кольоровий. Ця пауза з'являється коли Енді говорить щось тільки для глядача.
- Уява — у кожній серії у Енді з'являються думки, уяви або мрії. При цьому з'являється чорно-білий екран, і все виводиться у вигляді карикатур.
- У серії «Що з Жаном-Тома?» ми дізнаємося що номер автомобіля Ела Ларкіна — FZP-562.